# ویلارد وان دیک
ویلارد وان دیک (انگلیسی: Willard Van Dyke؛ ۵ دسامبر ۱۹۰۶ – ۲۳ ژانویهٔ ۱۹۸۶) یک عکاس، و کارگردان اهل ایالات متحده آمریکا بود.